# Rosy Armen
Rosy Armen (en arménien : Ռոզի Արմեն), née le 1er mai 1939 à Paris, est une chanteuse française d'origine arménienne devenue célèbre au début des années 1960.

## Biographie
Dès l’âge de 4 ans, elle dirige l’orchestre de son école puis deviendra par la suite soliste de plusieurs chorales. Bien que ses parents considèrent son avenir comme incertain, Rosy persévère et remporte son pari. Très rapidement, c’est la voie du succès et elle sillonne les routes de France aux côtés de nombreux artistes, notamment Gilbert Bécaud, Charles Aznavour ou Johnny Hallyday. Cette réussite dépasse largement les frontières françaises, puisque l’Europe, l’URSS, les États-Unis, le Canada ainsi que le Moyen-Orient la réclament (invitée par la famille Royale, elle chante aux festivités du Couronnement du Shah d’Iran et de Farah Diba Pahlavi).
À son répertoire, Aram Khatchatourian, compositeur de la célèbre Danse du Sabre, Michel Legrand, Boris Pasternak et même Eugène Evtouchenko qui lui dédicace moult poèmes.
La télévision française, sensible à cette notoriété, couvre ses concerts à l’étranger par l’intermédiaire de Michel Lancelot et Roger Benamou. En France, les tournées d’été s’enchaînent et les temples du music-hall parisien (dont l’Olympia) lui ouvrent leurs portes. Il en est de même à l’étranger où Rosy se produit régulièrement au Waldorf Astoria de New York, au Music Center de Los Angeles, au Théâtre des Arts de Montréal, ainsi qu’au Palais des Sports de Lujniki de Moscou.
Partenaire privilégiée de Julio Iglesias, son aisance à interpréter des textes aussi bien en français, arménien, anglais, allemand, russe, espagnol ou iranien fait l’unanimité.
À la suite du séisme du 7 décembre 1988 en Arménie, Rosy, qui n’oublie pas la terre de ses ancêtres, accepte spontanément, à l’invitation de Charles Aznavour, d’enregistrer aux côtés d’autres stars du show business, la chanson Pour Toi, Arménie qui restera 10 semaines en tête du Top 50.
Désireuse malgré tout de poursuivre sa démarche, Rosy effectue, fin 1990, une tournée triomphale en Arménie afin d’apporter à ses compatriotes réconfort et leur manifester également le soutien de la France. Moscou l’accueille à nouveau en décembre 1996 à l’occasion du Festival de Musique dédié à Arno Babadjanian. Depuis 2000, elle se consacre de nouveau à la scène.
Lors de la Révolution de velours en mai 2018, à Yerevan, elle se rendit spontanément pour soutenir le peuple Arménien. Elle prononça un discours d'espoir en présence du nouveau 1er ministre de la République d'Arménie, Monsieur Nikol Pachinian, suivi d'une chanson patriotique devant les 500.000 personnes présente.
Touchée par toutes ces marques de reconnaissances, la production a remasterisé un double album de ses 46 premiers succès sortie chez Marian mélodie en 2018.
En mai 2019, Rosy a retrouvé ses fans à l'Aram Khatchatourian concert hall de Erevan, pour donner un récital de 2 heures accompagnée par l'orchestre philharmonique de la radio télévision, où le ministère de la Culture lui a remis la médaille d'or des Arts et des Lettres.

## Récompenses
En 2013, Rosy Armen reçoit la médaille Komitas par la ministre de la Culture d'Arménie.
En 2014, elle est récompensée par deux Legend Music Awards.
En 2015, lors de l'année de l'Arménie en France, elle reçoit la Légion d'honneur des mains du président de la république d'Arménie, Serge Sargsyan.
En 2017, elle reçoit une nouvelle récompense, en tant que grande interprète, au Zénith de Paris.
En mai 2019, elle reçoit la médaille d'or des arts et des lettres de la part du ministre de la Culture d'Arménie.

## Discographie

### Maxi singles
- Moi qui t'aimais (Vogue, 1961)
- Né pour moi (Vogue, 1961)
- Cuando calienta el sol (Vogue, 1962)
- Tu croiras (Vogue, 1962)
- La dernière étoile (Vogue, 1963)
- Prenez garde (Vogue, 1963)
- Yes mi siroun (Vogue, 1964)
- Si j'étais sûre (Polydor, 1964)
- La grande Russie (CBS, 1965)
- Bons baisers de Russie (CBS, 1965)
- Le jeu des amoureux (CBS, 1966)
- Dele divané (Top 4, 1966)
- L'âme slave (Top 4, 1966)
- Le ciel, la Terre et l'amour (Top 4, 1966)
- La première fois (CBS, 1966)
- Ailleurs qu'à Paris (Melodiya, 1967)

### Chansons en arménien
- Bulbul
- Noubar Noubar
- Yes Mi Siroun
- Oror Oror
- Mardiguy Yerker
- Yerevan
- Bantertoutyan Anabadoum
- Vayri Dzaghig
- Yes Pelpoul Em
- Tampe Tserine
- Hingala
- Im anoush maïrik
- Our es
- Hay herosneri Yerke
- Djan Hayrenik
- Zouloum achkhar
- Haireni yerguir
- Achnan yerke
- Hey djan lucine
- Ourine
- Mi sirde ounem
- Hove
- Sar tarter
- Dzarikneri yerke
- Penditz ternere
- Sarvori yerke

### Chansons en français
- Les moulins de mon cœur
- Dans le même instant
- L'été 42
- Le messager
- La plus jolie saison du monde
- Du soleil au cœur
- Dans ses yeux
- Aranjuez
- Vania
- La rose noire
- Pasternak
- Ven ven ven
- Guerillero
- La dernière balade
- Oui ou non
- El pecador
- La patchka
- Où sont les garçons
- Ne cherches pas
- Nous étions enfants
- Souvenirs d'Espagne
- Si on se ressemble
- Je chante pour vous
- Y aura toujours des roses

### Chansons en espagnol
- Mi destino
- Gwendoline
- Bajo el cielo de Moscou
- Ven ven ven
- Guerillero
- La ultima balada
- Si o No

### Chansons en russe
- Tchortovo Koleso
- Vstrechi

### Chansons en allemand
- Nur einen sommer lang
- Wenn du durch diese tür gehst
- Du bist bei mir
- Lies meine briefe

### Chansons en Iranien
- Dele divane

### Albums
- Rosy Armen (Vogue, 1963)
- Rosy Armen (Melodia, 1967)
- Si on se ressemble (Columbia, 1968)
- Gwendolyne (Columbia, 1971)
- Yerevan (Iberia, 1972)
- Rosy Armen (Ambar, 1972)
- Blboul (Arka, 1981)
- Aranjuez (Arka, 1982)
- Hier et demain (PSI International, 1986)
- Armenia (1992)
- Le top de l'Arménie (PSI International, 1996)
- Mi sirde ounem (Atlantis Records, 2001)
- Im anoush maïrik (Remastered Gam Studio Production 2013)
- Les moulins de mon cœur (Remastered Gam Studio Production 2013)